# Der Admiral – Roaring Currents
Der Admiral – Roaring Currents (Originaltitel: 명량) ist ein Film des südkoreanischen Regisseurs Kim Han-min. Der Film basiert auf der Seeschlacht von Myongnyang mit Choi Min-sik als Admiral Yi Sun-sin. Der Film kam am 30. Juni 2014 in die südkoreanischen Kinos und wurde mit mehr als 17,6 Millionen Besuchern der erfolgreichste Film in Südkorea.
Der Historienfilm ist der erste der Filmtrilogie über Admiral Yi Sun-sin. Die Fortsetzung Der Admiral 2: Die Schlacht der Drachen wurde im Jahr 2022 veröffentlicht. Der 2023 erschienene Film Noryang bildet den Abschluss der Trilogie.

## Handlung
Im Jahr 1597 im Korea der Joseon-Dynastie wird Admiral Yi Sun-sin eingekerkert und gefoltert, da es ihm nicht gelang, einen japanischen Doppelagenten in seinen Reihen zu identifizieren. Allerdings wird er wieder auf seinen Posten befördert als eine weitere japanische Invasion bevorsteht. Mit 12 Kriegsschiffen sieht sich Yi einer japanischen Flotte von 330 Schiffen gegenüber. Aufgrund der Größe der japanischen Flotte unter Admiral Wakisaka Yasuharu, sucht Yi nach einer geeigneten Taktik. Er befindet die Straße von Myeongnyang als geeigneten Ort, um den Angreifern zu begegnen. Dabei nutzt er Strömungen aus, um einen Vorteil zu erlangen und besiegt die japanische Flotte.

## Rezeption

### Kritiken
Für Justin Lowe vom Hollywood Reporter heroisiere der Film die koreanischen Kämpfer und zeige die japanischen Streitkräfte als rücksichtslos und grausam. Choi Min-sik sei in der historischen Rolle nicht so gut wie in vorherigen Filmen. Martin Tsai von der Los Angeles Times besprach den Film positiv. Die Seeschlachten seien episch und realistischer und spannender als in Red Cliff (2008) von John Woo oder Master and Commander (2003) von Peter Weir. Die Redaktion der Filmzeitschrift Cinema vergab einen Daumen nach oben, bezeichnete Der Admiral als „wuchtiges, aber arg pathetisches Heldenepos“ und „ein[en] Kracher im wahrsten Sinne des Wortes“.

### Einspielergebnisse
Der Film spielte an seinem Eröffnungswochenende ca. 26 Millionen US-Dollar in Südkorea ein. Die weltweiten Einnahmen durch Kinovorführungen liegen bei 138 Millionen Dollar, davon kamen über 131 Mio. alleine aus Südkorea.

## Auszeichnungen
23rd Buil Film Awards
- Bester Film
- Beste Kameraführung für Kim Tae-seong
- Beste Artdirection für Jang Choon-seob

34th Korean Association of Film Critics Awards 2014
- Bester Schauspieler für Choi Min-sik
- Beste Artdirection für Jang Choon-seob
- Critic’s Top 10

51st Grand Bell Awards 2014
- Bester Film
- Bester Schauspieler für Choi Min-sik
- technischer Preis für die Spezialeffekte von Yun Dae-won
- Beste Planung für Kim Han-min

35th Blue Dragon Awards 2014
- Beste Regie für Kim Han-min
- Popularitätspreis

6th KOFRA Film Awards 2015
- Bester Schauspieler für Choi Min-sik[9]

20th Chunsa Film Art Awards 2015
- technischer Preis für den Sound von Choi Tae-young[10]